# 463 a. C.
El año 463 a. C. fue un año del calendario romano prejuliano. En el Imperio romano se conocía como el Año del consulado de Prisco y Helva (o menos frecuentemente, año 291 Ab urbe condita). 

## Acontecimientos
- Egipto, comandado por el caudillo libio Inaros, se rebela contra el dominio persa.
- El rey persa Artajerjes I ordena al sátrapa de Egipto, Aquémenes, hermano de Jerjes I, sofocar la rebelión egipcia.

## Fallecimientos
- Lucio Ebucio Helva
- Publio Servilio Prisco
- Tito Verginio Tricosto Rútilo

- Datos: Q235620